# Gerygone modesta
Gerígono-de-norfolk ou gerígono-da-norfolk (Gerygone modesta) é uma espécie de ave da família Pardalotidae.
É endémica de Ilha Norfolk.
Os seus habitats naturais são: florestas subtropicais ou tropicais húmidas de baixa altitude, matagal húmido tropical ou subtropical e pastagens.
Está ameaçada por perda de habitat.